# Paranoid Android

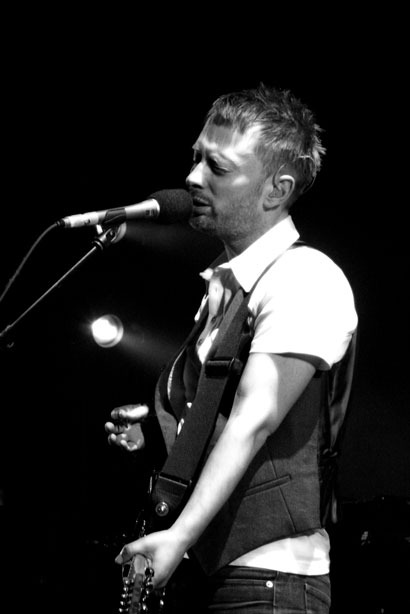
Thom Yorke skrev "Paranoid Android" efter en händelse i en bar i Los Angeles.

"Paranoid Android" är en låt av den engelska alternativ rock-gruppen Radiohead som finns med på deras tredje studioalbum från 1997, OK Computer.

## Bakgrund
Texten till den ödsliga men medvetet humoristiska låten skrevs främst av sångaren Thom Yorke, efter en obehaglig upplevelse i en bar i Los Angeles. Spåret är sex minuter långt, består av fyra stycken, och har starka influenser från The Beatles' "Happiness Is a Warm Gun" och Queens "Bohemian Rhapsody". "Paranoid Android" kommer från karaktären Marvin den paranoida androiden i Douglas Adams bokserie Liftarens guide till Galaxen.
När "Paranoid Android" släpptes som förstasingel från OK Computer, gick den in på nummer tre på UK Singles Chart. Den fick ett bra mottagande av musikkritiker och är ofta framhävd i många recensioner av albumet. Spåret dyker regelbundet upp på listor över tidernas bästa låtar, som i Rolling Stones 500 Greatest Songs of All Time, i vilken den är rankad #256. Dess animerade musikvideo, regisserad av Magnus Carlsson, gick varm på MTV, även om kanalen censurerade delar som innehöll nakenhet. Flertalet artister inom varierande musikgenrer har gjort covers på låten sedan den släpptes. Låten användes i slutsekvensen av den animerade serien Ergo Proxy.

### Musikvideo
År 1997 kom bandet Radiohead att se tv-serien Robin på Channel 4, vilket fick dem att kontakta Magnus Carlsson för att göra en musikvideo med figuren Robin till deras låt "Paranoid Android". Carlsson accepterade, och fick den ursprungliga idén till videon efter att ha stängt in sig på sitt kontor och oupphörligt gång efter gång lyssnat på "Paranoid Android" samtidigt som han stirrade ut genom fönstret mot en bro.
I videon gör Radiohead ett cameoframträdande på en bar, där de sitter och dricker vid ett bord och betraktar en person som dansar på bordet, vars huvud kommer ut ur hans mage.

## Låtlistor och format
CD1 (CDODATAS01)
1. "Paranoid Android" – 6:27
2. "Polyethylene (Parts 1 & 2)" – 4:23
3. "Pearly*" – 3:34

CD2 (CDNODATA01)
1. "Paranoid Android" – 6:27
2. "A Reminder" – 3:52
3. "Melatonin" – 2:08

Vinylsingel (CDNODATA01)
1. "Paranoid Android"
2. "Polyethylene (Parts 1 & 2)"

Japansk CD-singel (TOCP40038)
1. "Paranoid Android" – 6:26
2. "Polyethylene (Parts 1 & 2)" – 4:22
3. "Pearly*" – 3:33
4. "Let Down" – 4:59

## Listplaceringar
| Listor (1997)                      | Högsta position |
| ---------------------------------- | --------------- |
| Australien (ARIA Charts)           | 29              |
| Nederländerna (Nederlandse Top 40) | 61              |
| Storbritannien (UK Singles Chart)  | 3               |
| Sverige (Sverigetopplistan)        | 53              |